# پرولینول
پرولینول (به انگلیسی: Prolinol) با فرمول شیمیایی C۵H۱۱NO یک ترکیب شیمیایی است. که جرم مولی آن ۱۰۱٫۱۵ g/mol می‌باشد. شکل ظاهری این ترکیب، مایع است.